# Quinestrol
Quinestrol, được bán dưới tên thương hiệu Estrovis cùng những tên gọi khác, là một loại thuốc estrogen đã được sử dụng trong liệu pháp hormone mãn kinh, kiểm soát sinh sản và điều trị ung thư vú và ung thư tuyến tiền liệt. Nó được thực hiện một lần mỗi tuần đến một lần mỗi tháng bằng đường uống.

## Sử dụng trong y tế
Quinestrol đã được sử dụng như là thành phần estrogen trong liệu pháp hormone mãn kinh và trong kiểm soát sinh sản nội tiết kết hợp. Nó cũng đôi khi được sử dụng trong điều trị ung thư vú và ung thư tuyến tiền liệt, cũng như để ức chế tiết sữa. Tự nó là một estrogen, quinestrol được uống mỗi tuần một lần bằng đường uống. Là một loại thuốc tránh thai kết hợp, nó được sử dụng cùng với quingestanol axetat và được uống mỗi tháng một lần bằng miệng.

## Dược lý

Ethinylestradiol (EE), dạng hoạt động của quinestrol.

Quinestrol là một tiền chất của ethinylestradiol (EE), không có hoạt động estrogen của riêng nó. Nó được dùng bằng đường uống và có hoạt động kéo dài sau một liều duy nhất, với thời gian bán hủy sinh học rất dài hơn 120   giờ (5   ngày) do tăng cường lipophilility và lưu trữ trong chất béo. Do thời gian bán hủy dài hơn nhiều, quinestrol mạnh gấp hai đến ba lần EE. Cũng bởi vì thời gian bán hủy dài, quinestrol có thể được thực hiện một lần một tuần hoặc mỗi tháng một lần. Bản mẫu:Oral potencies of estrogens

## Hóa học
Quinestrol, còn được gọi là ethinylestradiol 3-cyclopentyl ether (EE2CPE), là một steroid estrane tổng hợp và là một dẫn xuất của estradiol. Nó là một estrogen ether, cụ thể là ete cyclopentyl của ethinylestradiol (17α-ethynylestradiol). Estrogen liên quan chặt chẽ bao gồm mestranol (ethinylestradiol 3-methyl ether) và ethinylestradiol sulfonate (EES; Turisteron; ethinylestradiol 3-isopropylsulfonate).

## Lịch sử
Quinestrol được phát triển và giới thiệu cho sử dụng y tế trong những năm 1960.

## Xã hội và văn hoá

### Tên chung
Quinestrol là tên gốc của thuốc và thuốc INN, USAN và BAN. Nó cũng được biết đến với tên mã phát triển trước đây là W-3566.

### Tên thương hiệu
Quinestrol đã được bán trên thị trường dưới tên thương hiệu bao gồm Agalacto-Quilea, Basaquines, Eston, Estrovis, Estrovister, Plestrovis, Qui-Lea, Soluna và Yueketing, trong số những người khác.

### Khả dụng
Quinestrol được bán trên thị trường như Estrovis trong nước Mỹ bởi Parke-Davis và như Qui-Lea ở Argentina,, nhưng được cho là đang hiện chưa đưa ra thị trường. Tuy nhiên, nó dường như vẫn có sẵn như là một biện pháp tránh thai đường uống kết hợp với progestin ở Argentina và Trung Quốc.
Một dạng máy tính bảng có sẵn ở Trung Quốc bao gồm 6   mg levonorgestrel và 3 mg quinestrol; nó được sử dụng như một loại thuốc tránh thai "dài hạn" theo toa, với một liều dùng mỗi tháng. Nó được bán dưới nhiều tên thương hiệu khác nhau bao gồm Yuèkětíng (tiếng Trung: 悦可婷) và Àiyuè (tiếng Trung: 艾悦). Một phiên bản với norgestrel thay thế cho levonorgestrel cũng xuất hiện.

## Sử dụng trong thú y

### Loài gặm nhấm
Công thức levonorgestrel/quinestrol 2: 1 của Trung Quốc được gọi là EP-1 trong thực hành thú y. Nó được biết là có một số tác động cụ thể của cơ quan lên gerbil của Mông Cổ được đo bằng biểu hiện mRNA của thụ thể. Kết hợp thành mồi ở nồng độ 50 ppm, EP-1 đã được sử dụng để kiểm soát các quần thể gerbil hoang dã của Mông Cổ với một số thành công.